# 1-Propanotiol
1-Propanotiol é um composto químico do grupo dos tióis e isômero do 2-propanotiol, com formula C3H8S.

## Obtenção
É obtido, entre outros métodos, a partir da reação 1-propanol com sulfeto de hidrogénio.